# Holly Crawford
Holly Crawford (Sydney, 10 febbraio 1984) è un'ex snowboarder australiana.

## Biografia
Specialista dell'halfpipe,  ha esordito in Coppa del Mondo di snowboard il 17 dicembre 2002 a Whistler, in Canada.

## Palmarès

### Mondiali
- 3 medaglie:
  - 1 oro (halfpipe a La Molina 2011)
  - 2 argenti (halfpipe a Gangwon 2009; halfpipe a Stoneham 2013)

### Coppa del Mondo
- Miglior piazzamento nella Coppa del Mondo generale di freestyle: 2ª nel 2011
- Miglior piazzamento nella Coppa del Mondo di halfpipe: 2ª nel 2007 e nel 2011
- 17 podi:
  - 4 vittorie
  - 9 secondi posti
  - 4 terzi posti

#### Coppa del Mondo - vittorie
| Data             | Luogo        | Paese    | Disciplina |
| ---------------- | ------------ | -------- | ---------- |
| 18 febbraio 2007 | Furano       | Giappone | HP         |
| 14 marzo 2010    | Valmalenco   | Italia   | HP         |
| 20 marzo 2010    | La Molina    | Spagna   | HP         |
| 11 marzo 2011    | Bardonecchia | Italia   | HP         |

Legenda:

HP = Halfpipe